# Artemiusz (patriarcha Aleksandrii)
Artemiusz (zm. 1858) – prawosławny patriarcha Aleksandrii.

## Życiorys
Wybrany został patriarchą Aleksandrii w 1845. Zrezygnował 30 stycznia (według innego źródła – 11 lutego) 1847.
Zmarł w 1858 i został pochowany w kościele św. Mikołaja w Chalki.